# 阿里安娜·福利斯
阿里安娜·福利斯（義大利語：Arianna Follis，1977年11月11日—），意大利女子越野滑雪运动员。她曾代表意大利参加2006年和2010年冬季奥林匹克运动会越野滑雪比赛，其中2006年奥运会获得一枚铜牌。